# Археологічні культури на території Тернопільської області
На Тернопільщині відомо понад 1300 археологічних пам'яток — городищ, курганів, могильників, залишків стародавніх поселень, культових місць та споруд, наскельних зображень, ділянок історичного культурного шару тощо. 449 з них — місцевого, а 6 — національного значення. Це — стоянки раннього палеоліту у Великому Глибочку Тернопільського і Буглові Лановецького районів, черняхівської культури — могильник у Чернелеві-Руському Тернопільського та поселення в Кобиллі Збаразького районів, давньорус. городища біля Городниці (Богіт) та Крутилова (Звенигород) Гусятинського району.

## ашельська
Археологічна культура раннього палеоліту (бл. 1,5 млн. — 150 тис. р. до н. е.). Назва походить від м-ка Сент-Ашель у Франції. В ашельську епоху вперше з'явилася давня людина (архантроп) на території України.
На Тернопільщині виявлено 5 пам'яток Ашельської культури. Найбільш відомі та досліджені — Великий Глибочок 1 у Тернопільськогому районі (відкрив 1979 О. Ситник) і Буглів 5 у Лановецькому районі (відкрив 1989 М. Левчук).

## енеоліт
На Тернопільщині виявлені пам'ятки таких енеолітичних культур:
- трипільська (етапи А, В, С; 4 — кінець 3 тис. до н. е., на всій території області);
- лендельська (етапи Зимне-Злота і Вербковіце-Костянець; 4 — кін. 3 гис. до н. е., на півночі обл.);
- кулястих амфор (східна група; серед. — 2-а пол. 3 гис. до н. е., на всій тер. обл.)[2].

## лінійно-стрічкової кераміки
Культура лінійно-стрічкової кераміки (скорочено КЛСК) — археологічна культура доби неоліту, яка мала дуже значне поширення на території Європи у 5500—4900 роках до н.е. На території України представлена на Західній Волині і Поділлі. Найсхідніша відома на сьогодні пам'ятка - Віта-Поштова 2 - виявлена лише за 8 км від Києва. Належить до дунайських культур і вважається класичною неолітичною культурою Європи.
Загалом на території України відомо більше, ніж 50 стоянок і місцезнаходжень цієї культури: Незвисько, Торське (на Дністрі), Луцьк, Баїв (на заході Волинської обл.), Ольшаниця (на Горині) та ін. У центральній Європі досліджено багато могильників цієї культури, на території України — два таких поховання: Незвисько і Баїв.

## Трипільська
5-3 тис. до Р. Х. — культура мідної доби (енеоліту) і раннього етапу епохи бронзи, високорозвинута енеолітична цивілізація, поширена на території України, Молдови та Румунії. Часто вживається назви трипілсько-кукутенецька спільність, культура Трипілля-Кукутені. Відкрив Вікентій Хвойка в кін. 19 ст. поблизу с. Трипілля на Київщині. Але за 25 років до цього відкриття Г. Оссовський та К. Гадачек досліджували пам'ятки згаданої культури на Тернопільщині.
В Тернопільській області до загального реєстру пам'яток трипільської культруи внесено 122 археологічні знахідки. Загалом відомо близько 300 поселень, поховання в печері Вертеба поблизу села Більче-Золоте, 2 могильники поблизу села Верхняківці (обидва — Борщівського району) та біля міста Теребовля.
До раннього етапу розвитку культури належать відомі поселення біля с. Окопи Борщівського району; середні — поселення і крем'яні майстерні побл. с. Бодаки Збаразького району (дослідження набули міжнародного статусу; знахідки експонували у Болгарії, Іспанії, Франції) і в м. Заліщики; пізнього — печерне поселення і святилище в печері Вертеба, поселення поблизу с. Кошилівці Заліщицького району, де знайдено велику кількість керамічних жіночих статуеток-символів культу родючості. Біля с. Блищанка Заліщицького району виявлено поселення-гігант (бл. 10000 осіб), житлові споруди розміщено концентраційними колами.
Теренами Тернопільщини пролягав кордон між територією поширення Трипільської культури і сусідніх культур: лендельської та лійчастого посуду, взаємини з якими були здебільшого мирними. Одна з перших загадок Трипільської культури — незначна кількість могильників; дослідження поховань у Подністров'ї свідчить про середземноморський тип населення цієї культури. Зміна клімату у 3-у тис. до Р. Х., зокрема зменшення кількості опадів, змусили трипільців та їхніх сусідів адаптуватися до нових умов. Нащадки трипільців, найімовірніше, стали частиною нових культурно-історичних спільнот епохи бронзи: культур шнурової кераміки, ямної та ін. У печері «Вертеба» з ініціативи М.Сохацького відкрито музей Трипільської культури — єдиний у світі. На базі Бодаків. трипільського поселення планують створити Міжнародний центр археологічних досліджень.

## Багатоваликової кераміки
Культура епохи середньої бронзи 17—15 століть до н. е. її племена жили в Подніпров'ї та на Правобережжі й частково заселяли тер. сучас. Тернопільщини. Назву отримала від глиняного посуду, оздобленого великою кількістю наліпних валиків. Орнамент посуду багатий і різноманітний, часто вишуканий. Племена цієї культури займалися випасним скотарством.
На Тернопільщині відома одна пам'ятка цієї культури — могильник біля с. Остап'є Підволочиського району, яке 1929 досліджував Я. Брик. Розкопано 4 кургани; виявлено посуд, крем'яні знаряддя праці, кісткові та бронзові прикраси; дно, стіни і перекриття поховань викладені камінням.

## Лужицька
Західніше від тищинецько-комарівської культури з XIII до IV ст. до н. е. розвивалася лужицька археологічна культура, назва якої походить від назви області Лужиця на території Східної Німеччини. Це була культура давніх індоєвропейських племен яка в майбутньому стала підгрунтям при виникненні  слов'янських племен. Як і більшість давніх культур, лужицька характеризувалася могильниками з трупоспаленнями, що утворювали так звані поля погребальних урн.

## Висоцька
Культура племен, які жили 11—6 століття до н. е. на території сучасної Західної України. Назву отримала від могильника біля с. Висоцьке (нині Бродівського району Львівської області).
На Тернопільщині поховання Висоцької культури виявлені біля Бережан, Теребовлі, Тернополя, сіл Вел. Глибочок, Петриків і Смиківці Терноп. р-ну, Лошнів Теребовлян. р-ну та ін. Поховання зроблені в невеликих ямах; пізніше — курганні. У могильниках знайдено посуд і прикраси. Поселення племен В. к. розташ. на невисоких берегах річок, не мали укріплень. Житлом служили неглибокі прямокутні напівземлянки, всередині яких були вогнища. Племена В. к. знаряддя виготовляли переважно з каменю, кременю і кісток; лише на заверш. етапі розвитку використ. залізні ножі.

## Західноподільська (волинська) група скіфського часу
Пам'ятки скіфського періоду другої половини 7—5 століть до н. е., що утворилися на території Західного Поділля та Північної Буковини внаслідок переміщення племен зі Східного Поділля, Середнього Подністров'я і Подільського Побужжя, витіснення й асиміляції ними попереднього північнофракійського населення (культура Гава-Голігради). У ній переплелися традиції скіфської культури з місцевими фракійськими елементами.
Пам'ятки цієї групи на Тернопільщині досліджували О. Ганіна, В. Гребеняк, А. Кіркор, Л. Крушельницька, І. Свєшніков, Т. Сулімірський та ін. На тер. обл. нині виявлено 2 городища, 35 поселень, 27 могильників і 1 майстерню цієї культури.

## Поморська
Кінець 4 ст. — 2 ст. до Р. Х. Культура ранньозалізної доби. Основне поширення — Польща. На території України переселилася невелика група носіїв Поморської культури. Це осіле землеробське населення з розвиненим господарством, особливо ремеслами. Характерна ознака — урнові підкльошеві Поховання.
На Тернопільщині відом і 2 поховання та могильник у с. Чернелів-Руський Тернопільського району, що досліджував І. Ґерета.

## Поєнешти-Лукашівська
Третина 2-го — 2-а пол. 1-го ст. до Р. Х. Археологічна культура ранньозалізної доби. Основна територія поширення — Румунія і Молдова, в Україні — Подністров’я. Цю культуру пов'язують із ґотами. Основне заняття — орне землеробство та приселищне скотарство.
На Тернопільщині розвідано 4 поселення Поєншти-лукашівської культури, найвідомоміше — Поселення Горошова.

## Пшеворська
Початок 2 ст. до Р. Х. — четвертина 5 ст. до Р. Х. Археологічна культура ранньозалізної доби. Осн. ареал — Центральна та Південна Польща. На тер. Зх. України проживала східна частина пшеворських племен, які, на думку дослідників, — учасники етногенезу слов'ян. Осн. заняття — орне землеробство та приселищне скотарство. Типова ознака Пшеворської культури — звичай втикати деформовану зброю (мечі, списи) в дно поховальної ями.
На Тернопільщині відомо 7 поселень та 11 поховань Пшеворської культури

## Зарубинецька
Культура ранньозалізного часу (3-2 ст. до н. е.). Відкрив В. Хвойко 1899 під час дослідження могильника біля с. Зарубинці (нині Київська область). Осн. район поширення — Середнє і Верхнє Подніпров'я. Більшість дослідників вважають Зарубинецьку культуру праслов'янською.
Пам'яток цієї культури на Тернопільщині не виявлено, але вона мала великий вплив на пшеворську і липецьку культури, що призвело до утворення у перших ст. н. е. Зубрицької групи пам'яток з мішаними пшеворсько-липецько-зарубинецькими рисами.

## Черняхівська
Тернопільщина — окраїна ареалу черняхівської культури і тому особливо приваблива для дослідників.
Перші черняхівські пам'ятки виявлені на території Тернопільської області ще до відкриття її як окремої археологічної культури. А. -Г. Кіркор 1876 досліджував могильник біля с. Вовківці (нині Борщівського району), Г. Оссовський 1878 розкопав могильник біля с. Мишків (нині Заліщицького району) і поховання біля с. Увисла (нині Гусятинського району). В. Деметрикевич наприкін. 19 ст. розкоп. могильники в м. Теребовля та с. Сущин (нині Теребовлянського району). Але вони не були погруповані, виділені в окрему культуру і залишені розрізненими.
Лише після того, як Вікентій Хвойка 1901 періодизував та інтерпретував матеріали, розкопані у Черняхові на Середньому Придніпров'ї, і виділив черняхівську культуру, згадані поселення та могильники з Тернопільщини були віднесені до неї.
Нині на території області відомо понад 200 пам'яток цієї культури.
Стаціонарні археологічні дослідження могильників здійснювали в селах Чернелів-Руський, Біла, Чистилів Тернопільського району (Ігор Ґерета), Романове Село (Т. Сулімірський, Б. Строцень), Раківець-Чеснівський (І. Винокур, О. Гей, В. Івановський; обидва села — Збаразького району), Токи Підволочиського району (І. Ґерета), Бережанка (В. Воляник) Лановецького району; поселення в селах Кобилля Збараз., Очеретне Кременец., Рукомиш Бучац. (Б. Строцень), Сухостав Теребовлян. (І. Свєшніков, В. Кравець) р-нів.
Окрім того, згадані поселення в Кобиллі та могильник у с. Чернелів-Руський віднесені до пам'яток національного значення.
Племена черняхівської культури належали переважно до антського племінного союзу. В області відомо понад 50 їхніх поселень, найбільш досліджені — біля сіл Великі Вікнини та Кретівці (Збаразького району), Яблунів (Гусятинського району), Новосілка (Заліщицького району).

## Виноски
1. ↑  Б. Строцень. Археологічні культури на території Тернопільської області // Тернопільський енциклопедичний словник : у 4 т. / редкол.: Г. Яворський та ін. — Тернопіль : Видавничо-поліграфічний комбінат «Збруч», 2004. — Т. 1 : А — Й. — 696 с. — ISBN 966-528-197-6.
2. ↑  М. Бігус, Ю. Малєєв. Енеоліт // Тернопільський енциклопедичний словник : у 4 т. / редкол.: Г. Яворський та ін. — Тернопіль : Видавничо-поліграфічний комбінат «Збруч», 2004. — Т. 1 : А — Й. — 696 с. — ISBN 966-528-197-6.
3. ↑  М. Бігус, П. Гуцал. Багатоваликової кераміки культура // Тернопільський енциклопедичний словник : у 4 т. / редкол.: Г. Яворський та ін. — Тернопіль : Видавничо-поліграфічний комбінат «Збруч», 2004. — Т. 1 : А — Й. — 696 с. — ISBN 966-528-197-6.. — стор. 64
4. ↑  О. Гаврилюк. Анти // Тернопільський енциклопедичний словник : у 4 т. / редкол.: Г. Яворський та ін. — Тернопіль : Видавничо-поліграфічний комбінат «Збруч», 2004. — Т. 1 : А — Й. — 696 с. — ISBN 966-528-197-6.